# アイ・ニード・ユー (ビートルズの曲)
「アイ・ニード・ユー」（I Need You）は、ビートルズの楽曲である。1965年に発売された5作目のイギリス盤公式オリジナル・アルバム『ヘルプ!』に収録された。作詞作曲はジョージ・ハリスンで、ハリスンにとって2作目の公式発表曲となった。ビートルズ主演の映画『ヘルプ!4人はアイドル』では、ソールズベリー平原で撮影された屋外でのレコーディングのシーンで使用された。
「アイ・ニード・ユー」は、1966年1月にハリスンの妻となったパティ・ボイドに向けて書かれた楽曲。1965年2月にレコーディングが行われた本作は、ビートルズでは初となるギターのボリュームペダルが使用された楽曲となっている。2002年11月に開催されたハリスンの追悼コンサート『コンサート・フォー・ジョージ』では、トム・ペティ&ザ・ハートブレイカーズが演奏した。

## 背景
ハリスンは、1965年初頭に映画『ヘルプ!4人はアイドル』のために、「アイ・ニード・ユー」と「ユー・ライク・ミー・トゥ・マッチ」の2曲を提出した。1963年にハリスンが初めて書いた「ドント・バザー・ミー」のレコーディングが行われ、同年に発売された『ウィズ・ザ・ビートルズ』に収録されたが、それ以来ハリスンは曲を完成させることに苦労していた。1964年9月の記者会見で、ハリスンは「3曲の断片を書いたけど、完全体のものはない」と語っている。プロデューサーのジョージ・マーティンは、ハリスンの生産性の低さについて「誰も彼が書いた曲を気に入ってくれなかった」ことに起因するとし、ハリスンが意気消沈していたことを明かしている。その後、ハリスンはバンドのアルバムでボーカルを務める際には、レノン＝マッカートニーの楽曲やカバー曲ではなく、自作曲を使うことを決意。伝記作家のゲイリー・ティラリーは、ハリスンの創造性について、1964年8月にビートルズがボブ・ディランと初めて会った時の名残で、常用していたマリファナに触発された可能性が高いと見ている。
ハリスンは、映画『ビートルズがやって来るヤァ!ヤァ!ヤァ!』を撮影していた1964年3月に出会ったパティ・ボイドを題材に「アイ・ニード・ユー」を書いた。ボイドとの交際は、ビートルマニアの熱狂の中でハリスンに落ち着きを与えていたが、ボイドはバンドのファンから嫉妬心を抱かれていた。本作の歌詞は、彼女がハリスンの元を去った時のことを歌っている。本作のレコーディングを行なう数日前に、ハリスンはウェイブリッジのジョン・レノンの自宅で、レノンと共に「アイ・ニード・ユー」と「ユー・ライク・ミー・トゥ・マッチ」の作業を行なっていて、1965年2月11日に行なわれたリンゴ・スターとモーリーン・コックスの結婚式の当日の早朝まで作業は続いた。

## 曲の構成
「アイ・ニード・ユー」は、Aメジャーで演奏される。リードギターのカデンツァには、ボリュームペダルが使用されている。本作は、シンコペーションの効いたメロディラインやメロディの特異性など、ハリスンの作曲スタイルにおける典型的な特徴を持っている。作家のイアン・イングリスは「そのリズムと音色の構造は、この曲がハリスンの曲であること明確に示している。同時にそれは紛れもなくビートルズの曲でもある」と述べている。
本作の歌詞は、ハリスンがラブソングの標準的な少年少女のテーマを受け入れている珍しい例となっている。音楽学者のアラン・W・ポラックは、本作の歌詞について「ジョージが最も弱々しい姿を見せている」としている。イングリスは、「歌い手の率直さとアップビートなテンポなどが相まって、絶望的な状況ではなく、リスナーは彼女が戻ってくると確信できる」という見解を示している。

## レコーディング
ビートルズは、1965年2月15日と16日にロンドンにあるEMIレコーディング・スタジオで「アイ・ニード・ユー」のレコーディングを行なった。ビートルズにとってその年の最初のレコーディング・セッションであり、同日には「涙の乗車券」と「アナザー・ガール」のレコーディングも行われた。この3曲はいずれも2月23日にバハマで撮影が開始された『ヘルプ!4人はアイドル』で使用された。
本作は、ビートルズが初めてギターのボリュームペダルを使用した楽曲となっている。このエフェクトはワウペダルの先駆けであり、セッション・ギタリストのビッグ・ジム・サリヴァンがデイヴ・ベリーの「The Crying Game」や「One Heart Between Two」で使用してまもなくのことだった。ハリスンはボリュームペダルを使用したパートをリッケンバッカー・360/12で演奏し、後日レコーディングが行われたレノン作の「イエス・イット・イズ」でも同じエフェクトを使用した。
2006年に出版された『Recording the Beatles』では、EMIの4トラック・レコーダーが捉えることが出来た「暖かく、充実したサウンド」の一例として本作が挙げられている。ジャーナリストのキット・オトゥールは、本作のリードギターのエフェクトやその他のフォークロックの素質がバーズに影響を与え、そのサウンドがビートルズに影響を与えることになったという認識を示している。

## 映画『ヘルプ!4人はアイドル』での使用

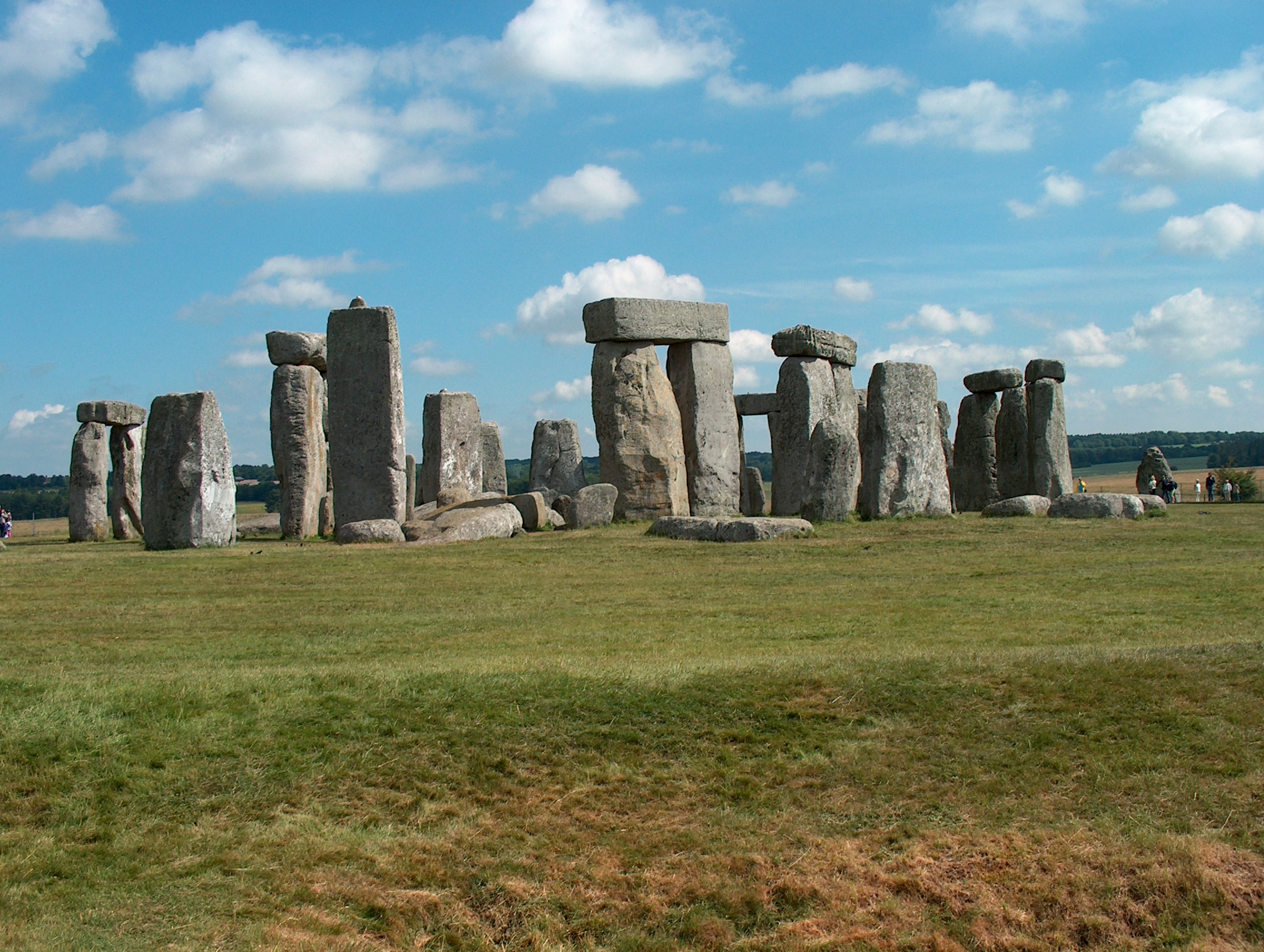
映画『ヘルプ!4人はアイドル』での本作のシーンは、ストーンヘンジ付近で撮影された。

「アイ・ニード・ユー」のシーンは、5月3日から5日にかけて撮影され、ウィルトシャーのソールズベリー平原でバンドが曲に合わせてマイム演奏する様子で構成されている。映画の撮影が開始されて以来、ビートルズとりわけハリスンとレノンが長編映画で期待されていたパブリック・イメージから遠ざかるような出来事が起こり、バンドの考え方に大きな影響を与えていた。これらの出来事の中でハリスンは、バハマで地元のヒンドゥー教の学者から『Complete Illustrated Book of Yoga』をプレゼントされたことから、インド哲学に興味を持ちだし、3月下旬にはレノンとボイド、レノンの妻であるシンシアと共にLSDを初めて体験し、4月にロンドンで行なわれたレストランのシーンの撮影時に初めてシタールを知ることとなった。ティラリーは、「1965年はハリスンの人生における最も『重要な』1年であり、LSDは彼の永続的な精神的な悟りの探求への扉を開いた」と述べている。
「アイ・ニード・ユー」のシーンでは、屋外でのレコーディング・セッションが描かれており、間に合わせのコントロール・ブースとマイクが空き地に設置されている。映画においてスターが謎のカルト教団から標的にされていることから、ビートルズはイギリスの第3王立戦車連隊の保護下に置かれ、兵士や戦車に囲まれた中で演奏している。撮影当時は寒く、映画内ではスターがドラムセットの後ろで震えている様子が確認できる。

## リリース・評価
1965年8月6日にパーロフォンから『ヘルプ!』が発売され、「アイ・ニード・ユー」は「悲しみはぶっとばせ」と「アナザー・ガール」の間の4曲目に収録された。マーティンは、本作について「とてもうまくいった」とし、「彼はソングライターとして何か言いたいことがあるようだから、このまま続けて欲しい」と語っている。
ビートルズの歴史を基にしたウィリー・ラッセルの1974年の戯曲「John, Paul, George, Ringo ... and Bert」では、1966年にバンドがツアー活動を終えることを決めたことを受けて、ブライアン・エプスタインのキャラクターが本作を歌っている。「アイ・ニード・ユー」は、ビートルズの解散から7年後の1977年に発売されたコンピレーション・アルバム『ラヴ・ソングス』にも収録されている。
ビートルズの伝記作家のジョナサン・グールドは、「アイ・ニード・ユー」について「控えめで穏やかなラブソング」とし、「レノン＝マッカートニーのスタイルで曲を書こうとする現代のソングライターの作品に似ている」と評している。マーク・ハーツガードは、「キャッチーなポップ・チューン」とし、「ハリスンが『レノンとマッカートニーが初期の頃にやっていたような、無邪気でありながら心地よい様式をもったソングライターに成熟した』ことを示している」と評している。
2004年版の『ローリングストーン・レコードガイド』に寄稿したロブ・シェフィールドは、「アイ・ニード・ユー」と「ユー・ライク・ミー・トゥ・マッチ」を「人々に知られている最も素晴らしいジョージの曲」と評している。一方で、『ポップマターズ』の編集者であるジョン・バーグストロームは、2009年に発表した「The worst of the Beatles」と題したリストで本作を取り上げ、ハリスンのボーカルについて「愛に満ちた歌詞が誠実であるにもかかわらず、平坦で自信なさげ」、ギターのボリュームペダルの使い方について「初歩的」と断じた。
同年に発売された『ヘルプ!』のリマスター盤について、『ペースト』誌でレビューしたマーク・ケンプは「ハリスンはここで手強いソングライターとして登場し、『アイ・ニード・ユー』と『ユー・ライク・ミー・トゥ・マッチ』では主役になっている」と述べている。『オールミュージック』のスティーヴン・トマス・アールワインは、「ハリスンの2曲はレノンとマッカートニーのオリジナル曲には及ばないものの、多くのブリティッシュ・ポップスと比べても遜色のないものとなっている」と評している。

## クレジット
ジョージ・マーティンがセッション中に残したメモには、以下のような編成が記されていた。
- ジョージ・ハリスン - ダブルトラックのリード・ボーカル、クラシック・ギター、12弦ギター（リードギター）
- ジョン・レノン - ハーモニー・ボーカル、スネアドラム
- ポール・マッカートニー - ハーモニー・ボーカル、ベース
- リンゴ・スター - アコースティック・ギターを叩いた音、カウベル

## カバー・バージョン
ジョージ・マーティンは、1965年にビートルズの楽曲をオーケストラで演奏したアルバム『Help!』に、本作のインストゥルメンタル・バージョンを収録している。サンシャイン・カンパニーは、1967年に発売したアルバム『Happy Is the Sunshine Company』にジョージ・ティプトンがアレンジを手がけたカバー・バージョンを収録した。
トム・ペティ&ザ・ハートブレイカーズは、2002年11月に開催された『コンサート・フォー・ジョージ』で、ハリスンへの敬意の印として「アイ・ニード・ユー」を演奏した。イアン・イングリスは、同コンサートでのペティおよびバンドのアレンジについて「ロジャー・マッギンを思わせる『切れのあるボーカル』、ハーモニー・シンギング、『鐘が鳴っているような』ギター、ビートルズのオリジナルよりも遅いテンポなど、1960年代半ばのバーズのスタイルを驚くほど正確に再現している」と評している。
スティーヴ・ペリーは、2018年に発売したアルバム『トレイシズ』で、「アイ・ニード・ユー」をカバーしている。ペリーは、自身のカバー・バージョンを発売する前に、ハリスンの未亡人であるオリヴィア・ハリスンに承認を求めており、その際にオリヴィアから「ジョージはこのバージョンを愛していたでしょう」と告げられてホッとしたと振り返っている。